# شاخ‌قوچیان
شاخ‌قوچیان (نام علمی: Ammonitina) نام یک زیرراسته از راسته شاخ‌قوچی‌سانان است.